# د گریت آرتیست
د گریت آرتیست (به انگلیسی: The Great Artiste) یک هواگرد ساختِ کارخانهٔ گلن ال. مارتین کمپانی و اوماها است.